# Kakinada
Kakinada là một thành phố và khu đô thị của quận East Godavari thuộc bang Andhra Pradesh, Ấn Độ.

## Địa lý
Kakinada có vị trí 16°56′B 82°13′Đ / 16,93°B 82,22°Đ Nó có độ cao trung bình là 2 mét (6 feet).

## Nhân khẩu
Theo điều tra dân số năm 2001 của Ấn Độ, Kakinada có dân số 289.920 người. Phái nam chiếm 50% tổng số dân và phái nữ chiếm 50%. Kakinada có tỷ lệ 66% biết đọc biết viết, cao hơn tỷ lệ trung bình toàn quốc là 59,5%: tỷ lệ cho phái nam là 71%, và tỷ lệ cho phái nữ là 61%. Tại Kakinada, 11% dân số nhỏ hơn 6 tuổi.